# Wild Horses – The Nashville Album
Wild Horses — The Nashville Album — сімнадцятий студійний альбом англійської групи Smokie, який був випущений 25 лютого 1998 року.

## Композиції
1. Desperate Measures — 3:46
2. Wrong Reasons (Duet with Maggie Reilly) — 3:59
3. And the Night Stood Still — 4:02
4. She Rides Wild Horses — 3:30
5. When It's the Right Time — 3:49
6. Looking for You — 4:15
7. Ain't It Funny How It Works — 3:02
8. All She Ever Really Wanted — 2:56
9. No Rest for the Wounded Heart — 5:33
10. When the Walls Come Down — 3:59
11. Goodbye Yesterday's Heartache — 4:01
12. If You Think You Know How to Love Me — 5:27

## Склад
- Майк Крафт — вокал і гітара
- Террі Аттлі — бас і вокал
- Мартін Буллард — клавішні
- Стів Пінелл — ударні та перкусія
- Мік Макконнелл — гітари і вокал